# Cabézon à nuque blanche
Capito squamatus
Espèce
Statut de conservation UICN

 NT  : Quasi menacé
Le Cabézon à nuque blanche (Capito squamatus) est une espèce d'oiseau appartenant à la famille des Capitonidae, présent en Colombie et en Équateur.

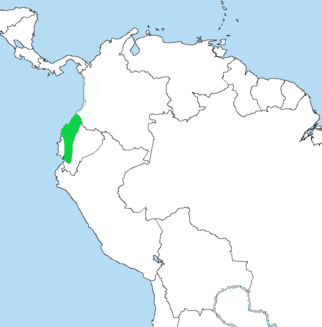
Distribution.
- Chant, enregistré en Équateur.